# Mislav
 (janvier 2024).
Mislav, également connu sous le nom de Mojslav, est le duc de la Croatie dalmate de c. 835 à 845. Dans la charte du prince Trpimir, son nom est Mislavus, mais dans certaines transcriptions, il apparaît également sous le nom d'Oyslavus, et dans la chronique de Jean le Diacre en tant que Muisclavus.

## Début du règne
Il arrive au pouvoir après Borna et Vladislav, et dès le début de son règne, il fait la guerre aux Vénitiens. Les causes et le déroulement de la guerre ne sont pas bien connus, mais on sait qu'en 839, le doge de Venise, Pietro Tradonico, avec sa flotte, attaque la côte croate. Cependant, après avoir affronté les forces croates près du château côtier de Saint-Martin, le doge change d'avis et a conclu la paix avec le prince Mislav.
Le doge se dirige ensuite vers le sud pour attaquer les îles de la Neretva, mais il négocie également la paix avec le grand joupan de la Neretva, Družak. Jean le Diacre († après 1018) rapporte cela dans sa Chronique vénitienne (hr), attribuant à Mislav le titre de "princeps" (prince) et à Družak celui de iudex. Ce dernier titre correspond effectivement à celui de joupan, tandis que le premier, "princeps", est généralement hiérarchiquement supérieur au titre de dux, mais Jean le Diacre écrit plus tard et il est possible qu'il rapporte des événements de la fin du Xe siècle. L'année suivante (840), les Narentins, dirigés par le grand joupan Deodat, ont complètement défait les Vénitiens lors d'une bataille navale, obligeant ainsi le doge Pietro, en tant que grand perdant, à retourner à Venise.

## Renforcement de l'État et plus grande autonomie
Le prince Mislav ne réside plus à Nin (ou à Lika comme certains le pensent), comme ses prédécesseurs, mais à Klis. Il semble que le siège du souverain ne soit pas stable à cette époque, changeant entre Klis, Nin et Bijaći (en) . Mislav est un dirigeant pieux qui commence à construire les premières fondations culturelles et ecclésiastiques. Ainsi, il fait construire l'église Saint-Georges à Putalj à laquelle il donne des terres et des serfs. En tant que voisin de la ville de Split, où l'archevêque était alors Justin, Mislav a décrété que l'archevêché de Split recevrait une dîme sur les fruits et les animaux de son domaine princier de Klis voisin.
Ce fut le premier cadeau que l'Église de Split reçut d'un dirigeant croate sur le territoire croate, mais aussi une sage décision politique, car l'Église de Split se trouvait alors sur le territoire byzantin et sous le patriarcat de Constantinople. Ce fut le début de l'établissement de bonnes relations avec les villes dalmates et de leur rapprochement avec la Croatie dalmate.
En améliorant l'organisation des forces militaires sur terre et en mer, le prince Mislav renforce de plus en plus la principauté croate. Il disposait toujours d'un grand nombre d'infanterie et de cavaliers ainsi que d'un bon nombre de navires avec un équipage approprié de marins-guerriers. À partir de l'année 840, les Narentins et les Croates, aux côtés des Byzantins et des Vénitiens, doivent lutter contre une menace commune : les pirates arabes qui assiégent la baie de Kotor, Dubrovnik et d'autres parties de l'Adriatique. Il semble que la libération des Croates dalmates de la domination franque ait également lieu à cette époque. Constantin VII Porphyrogénète dans son ouvrage De administrando imperio (ch. 30) évoque la lutte de sept ans de ces Croates contre les Francs et la victoire finale des Croates.
Selon une récente révision des découvertes sur le site de Begovača à Biljani Donji près de Zadar, le nom du prince Mislav était écrit sur une dédicace de la clôture de l'autel. L'inscription reconstituée traduite en croate se lit comme suit : "Grâce aux dons de Dieu et... ...au temps du prince Mislav... ...avec sa femme... ...pour le salut de leur âme, ont restauré ce temple".
Le knèze Trpimir succède au prince Mislav vers l'an 845.